# Meurtre
Pour les articles homonymes, voir Meurtre (homonymie).

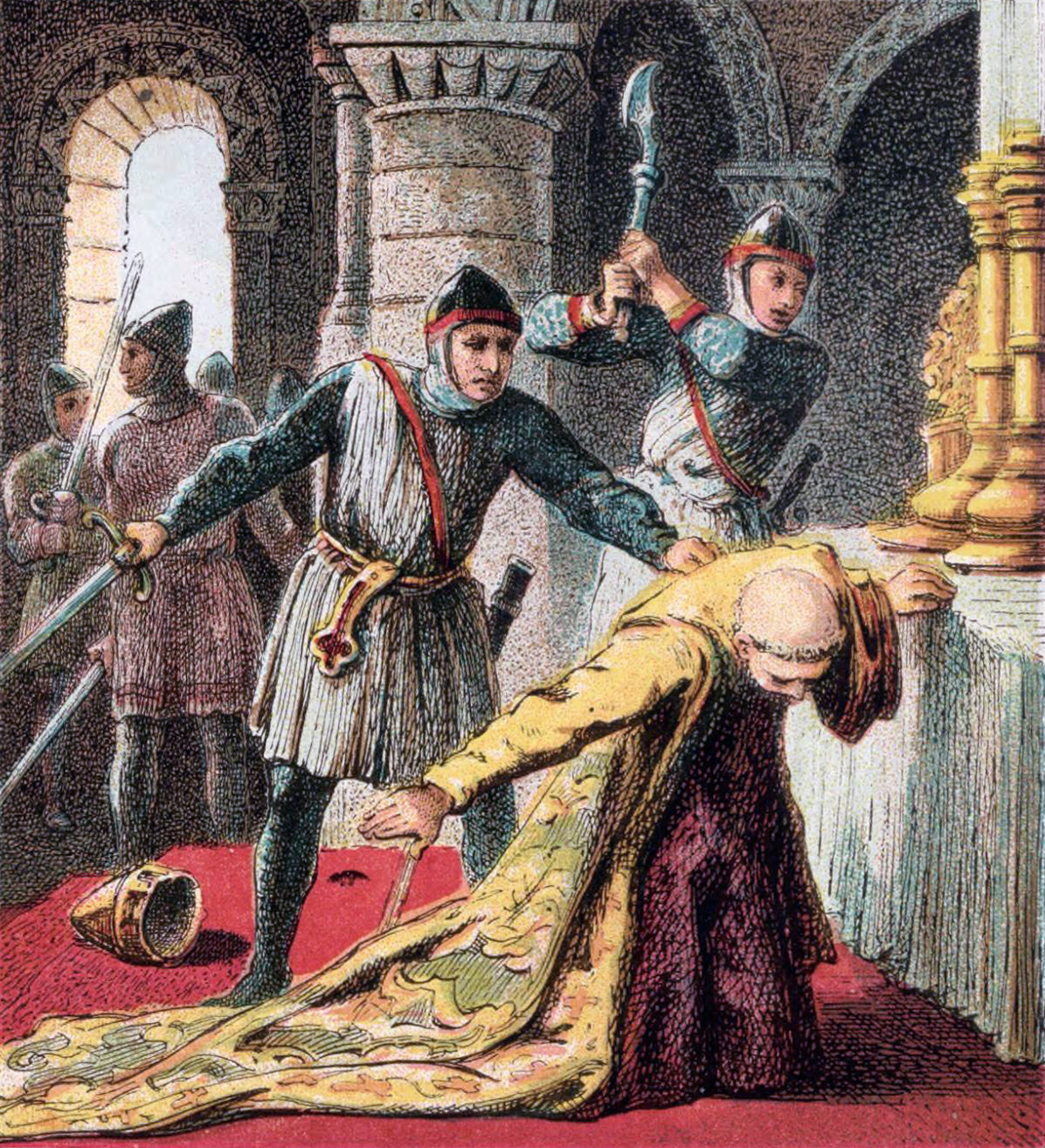
Le meurtre de saint Thomas Becket, Joseph Martin Kronheim, XIX.

Un meurtre est un homicide commis volontairement par son auteur.

## Par pays
Les pays appliquent différemment le critère de préméditation et utilisent bien souvent une terminologie différente pour qualifier le meurtre. Par exemple, lorsqu'il y a préméditation, le crime est tantôt qualifié de meurtre au premier degré au Canada, tantôt qualifié d'assassinat en France.

### Canada
En droit canadien, le meurtre est défini à l'article 229 du Code criminel. Pour le meurtre au premier degré, il doit y avoir une mens rea d'intention de causer la mort avec préméditation. Le meurtre se distingue notamment de l'homicide involontaire coupable, où il n'y a pas d'intention spécifique dans la mens rea.

« 229 C.cr. L’homicide coupable est un meurtre dans l’un ou l’autre des cas suivants :
a) la personne qui cause la mort d’un être humain :
(i) ou bien a l’intention de causer sa mort,
(ii) ou bien a l’intention de lui causer des lésions corporelles qu’elle sait être de nature à causer sa mort, et qu’il lui est indifférent que la mort s’ensuive ou non;
b) une personne, ayant l’intention de causer la mort d’un être humain ou ayant l’intention de lui causer des lésions corporelles qu’elle sait de nature à causer sa mort, et ne se souciant pas que la mort en résulte ou non, par accident ou erreur cause la mort d’un autre être humain, même si elle n’a pas l’intention de causer la mort ou des lésions corporelles à cet être humain;
c) une personne, pour une fin illégale, fait quelque chose qu’elle sait, ou devrait savoir, de nature à causer la mort et, conséquemment, cause la mort d’un être humain, même si elle désire atteindre son but sans causer la mort ou une lésion corporelle à qui que ce soit. »

### France
En France, le meurtre est défini à l'article 221-1 du code pénal. Il s'agit du « fait de donner volontairement la mort à autrui » et est puni de trente ans de réclusion criminelle. Il est puni de la réclusion à perpétuité lorsqu'il est commis dans une des circonstances aggravantes prévues à l'article 221-4 du code pénal.
Le meurtre suppose la réalisation à la fois d'un élément moral et d'un élément matériel. L'élément matériel du meurtre consiste en la mort de la victime, par l'acte d'un tiers. L'élément moral se caractérise par un dol général et un dol spécial. 
Par ailleurs, la condamnation pour meurtre est encourue dès lors que l'auteur avait l'intention de donner la mort, et ce, quand bien même les victimes finalement atteintes n'auraient pas été celles visées, (abberatio ictus), ou quand bien même l'auteur ne visait pas une personne en particulier, par exemple en lançant un camion à vive allure avec l'accélérateur bloqué en direction d'un groupe de personnes,.
Le meurtre commis avec préméditation ou guet-apens est qualifié d'assassinat, selon l'article 221-3 du code pénal ; la peine encourue est alors portée à la réclusion criminelle à perpétuité.

### Suisse
En droit suisse, le meurtre, soit le fait de tuer intentionnellement quelqu'un, est puni d'au moins cinq ans de prison (article 111 du Code pénal).
Un meurtre caractérisé par une absence particulière de scrupules, notamment un mobile, un but ou une façon d’agir particulièrement odieuse est qualifié d'assassinat, pour lequel la peine minimale est de dix ans de prison (article 112).
Le meurtre passionnel, commis sous le coup d'une émotion violente que les circonstances rendaient excusable ou alors que l'auteur était au moment de l’acte dans un état de profond désarroi, est passible d'un à dix ans de prison (article 113).
Le meurtre à la demande de la victime est puni d'une peine d'au plus trois ans de prison, ou d'une peine pécuniaire (jours-amende) (article 114).
L'infanticide commis par la mère pendant l’accouchement ou alors qu’elle se trouvait encore sous l’influence de l’état puerpéral est également puni d'une peine d'au plus trois ans de prison, ou d'une peine pécuniaire (jours-amende) (article 116).